# Cheilotrichia (Empeda) boliviana
Cheilotrichia (Empeda) boliviana is een tweevleugelige uit de familie steltmuggen (Limoniidae). De soort komt voor in het Neotropisch gebied.